# Johann Christoph Schmidt
Johann Christoph Schmidt (3 de marzo de 1683 - enero de 1763) fue músico y copista musical de Handel. Después de establecerse en Londres, cambió su nombre a John Christopher Smith; para evitar confusión con su hijo del mismo nombre, se le conoce como John Christopher Smith Sr.. También se le puede conocer como «John Christopher Smith el mayor».
Nacido en Kitzingen, Smith Sr. probablemente estudió en Halle, donde conoció a Handel. Se mudó en 1705 a Núremberg y luego, un par de años más tarde, a Ansbach. En Ansbach era comerciante de lana y músico aficionado, hasta aproximadamente 1716, cuando Handel lo visitó y lo convenció de mudarse y convertirse en músico profesional. En 1720, él y su familia se habían establecido en Londres, donde se ganaba la vida como viola y copista de Handel, como tesorero de Handel y a través de su tienda de música en Coventry Street. Smith Sr. empleó a su esposa e hijos como copistas, incluido su hijo John Christopher Smith, quien más tarde se convirtió en el amanuense de Handel.

John Christopher Smith nació en 1712. Su padre, John Christopher Schmidt ["Schmidt era el nombre alemán correspondiente a la denominación inglesa Smith."], de Anspach [sic] en Franconia, después de recibir una buena educación en la universidad de Halle, Se casó con una dama con una dote de siete mil escudos y se instaló en su ciudad natal. Desarrolló una importante rama de tráfico en el comercio de lanas, en el que podría haber adquirido una gran fortuna, si no se hubiera dejado seducir por su pasión por la música; Cuando Handel llegó a Anspach en 1716, renovó una relación que había comenzado en Halle, y pronto quedó tan cautivado por el poder de ese gran maestro, que dejó a su esposa e hijos en Alemania y acompañó a Handel a Inglaterra, donde reguló los gastos. [sic] de su actuación pública, y desempeñó el cargo de tesorero con gran exactitud y fidelidad. Al cuarto año de su residencia en Inglaterra, envió a buscar a su esposa y a su familia, compuesta por un hijo y dos hijas[.]
William Coxe (1799)

De Halle, Handel pasó a Anspach, donde conoció a Johann Christoph Schmidt, un viejo amigo de su época universitaria. Schmidt tenía una familia numerosa y no tenía un pfennig con el que retenerlos. El suyo era precisamente el tipo de caso que atraía a Handel. No podía dejar a Schmidt en la miseria. Schmidt podría resultarle útil; él lo haría útil. Así que le dijo a Schmidt con franqueza que no podía permitirse el lujo de transportarlo a él y a todas sus pertenencias a Inglaterra, pero que si le gustaba la aventura podría dejar a la familia al cuidado de unos amigos y regresar a Londres con él. Schmidt estuvo de acuerdo. Encontró a alguien dispuesto a asumir la responsabilidad de su familia en Anspach (algo que era más fácil en aquellos días que ahora) y partió hacia Inglaterra con Handel. Fue el comienzo de una gran amistad. Schmidt se convirtió en el sencillo señor Smith en Londres y pronto hablaba el inglés del rey con bastante elegancia. Un año más tarde había ahorrado lo suficiente para enviar a Anspach a buscar a su familia, y pronto toda la tribu de Schmidt estuvo acurrucada bajo el ala de Handel; incluido el pequeño John Christopher Smith, que entonces tenía cinco años.
Newman Flower (1923)

Smith Sr. y Handel trabajaron bien juntos y fueron amigos cercanos hasta finales de la década de 1740, cuando Smith padre. intentó persuadir a Handel para que cooperara con la Middlesex Opera Company. Las relaciones entre los dos hombres empeoraron y estuvieron distanciados durante gran parte de la década de 1750. Juan Smith hijo. logró reconciliarlos poco antes de la muerte de Handel.

## Lectura adicional
- W. Dean, "Handel's Early London Copyists", Essays on Opera (Oxford, 1990).
- JS Hall, "John Christopher Smith, Handel's Friend and Sectretary", Musical Times 96/1345 (1955), pp. 132–4.
- K. Sasse, "Neue Daten zu Johann Christoph Schmidt", Händel-Jahrbuch 3 (1957).